# Cantone di Forbach
Il Cantone di Forbach è una divisione amministrativa dell'Arrondissement di Forbach.
A seguito della riforma approvata con decreto del 18 febbraio 2014, che ha avuto attuazione dopo le elezioni dipartimentali del 2015, è passato da 1 a 7 comuni.

## Composizione
Prima della riforma del 2014 comprendeva solo parte del comune di Forbach.
Dal 2015 i comuni appartenenti al cantone sono i seguenti 7:
- Cocheren
- Forbach
- Morsbach
- Œting
- Petite-Rosselle
- Rosbruck
- Schœneck